# 사랑한다면 이들처럼 (2007년 드라마)
《사랑한다면 이들처럼》은 2007년 3월 23일 금요일에 2부작으로 방송되었던 SBS 특집 드라마이다.

## 기획 의도
시한부를 선고받은 가수 지망생을 둘러싼 엇갈린 그들의 사랑 이야기.

## 시놉시스
자신의 꿈을 향해 한걸음씩 내딛고 있는 여자와 조금은 세상에 소모되고 진정 원하는 것이 무엇인지 모르는 남자가 있다. 두 사람은 그렇게 서로의 끝에 있었다. 만날 수 없는 두사람은 생의 끝에 다다랐을 때 인연과 끝과 마주한다. 너무 아파서 감정은 억눌리고 자신들은 이것이 사랑인지도 모르지만 사람은 봄에 피어나는 새싹처럼 척박한 현실을 뚫고 올라온다.
사랑이 어찌 그 꽃이 활짝 피는 것만이 중요할까? 봄날, 지난 겨울에 얼었던 땅 위로 올라오는 새싹의 움직임이야 말로 진정한 사랑이 아닐까? 사랑이 있다면 그것은 나에게도 너에게도 있는 것이 아니다. 사랑, 그것은 나와 너 사이에 있다.

## 줄거리
데뷔 일보직전의 가수 "이나(이효리)". 미리 공개된 노래는 인기를 끌기 시작하나 이나는 첫 무대에 오르기 직전 쓰러지고 만다. 이나의 소속사 사장 "영노"(정준호)는 방송을 취소할 수 없어 이나 대신 백댄서 리더인 효주에게 가면을 씌워 무대에 세우지만 효주는 노래를 부르다 가면을 벗어 던진다. 조직이 운영하는 불법 도박 영업장에서 일하는 "정태"(이동건)는 수금된 돈을 배달하러 길에 백화점이 무너져 잔해에 갇힌 후 일주일을 버텨 현장에서 구조된다. 같은 병원에 들어가게 된 이나와 정태.
이나는 사실 백혈병에 걸렸는데 효주가 졸지에 이나로 데뷔한 바람에 영노는 이나의 병에 대해 비밀로 하고 있다. 한편 입원 중인 정태는 조직원들로부터 돈 가방을 빼돌렸다는 의심을 받는다. 정태는 병원에서 우연히 마주친 이나에게 관심을 보이지만 데뷔무대에 쓰러져 화가 난 이나는 정태를 거들떠보지도 않는다. 효주가 자신의 이름으로 데뷔한 것을 알게 된 이나와 돈을 찾으려는 정태는 매니저와 조직원들을 뒤로 하고 병원에서 도망쳐 나온다. 정태의 고향으로 떠난 두 사람. 생의 끝에 다다른 두 사람은 점점 서로에게 끌려 인연의 끝과 마주했음을 알고 서로 자기 방식의 사랑을 한다.

## 등장인물
- 이효리
- 이동건
- 정준호
- 이범수
- 하석진
- 정운택
- 정소영
- 이창

## 참고 사항
- 이효리가 《세잎클로버》 이후 두 번째로 주연을 맡아서 연기도전을 한 드라마이다. 제작은 엠넷미디어가 맡았다.
- 이 드라마는 과도한 PPL로 방송위원회에서 중징계를 받기도 했다[1].